# Subtropisk
Ordet subtropisk bruges om egnene omkring vendekredsene, dvs. mellem de tempererede og de tropiske zoner. Disse egne har helt typiske klimaforhold og derfor også en veldefineret plante- og dyreverden.
Grundlæggende lang varm sommer, middeltemperatur for varmeste måned over +20 grader celsius
Kortvarig mild vinter, frost kan forekomme. Middeltemperatur for koldeste måned over +5 grader celsius.
Forskellene mellem de enkelte lokaliteters biotoper er dog så markante, at man har underinddelt det subtropiske bælte:
- Monsunregnområdet
- Græssteppe
- Busksteppe
- Ørken
- Vinterregnsområdet